# Astrovan

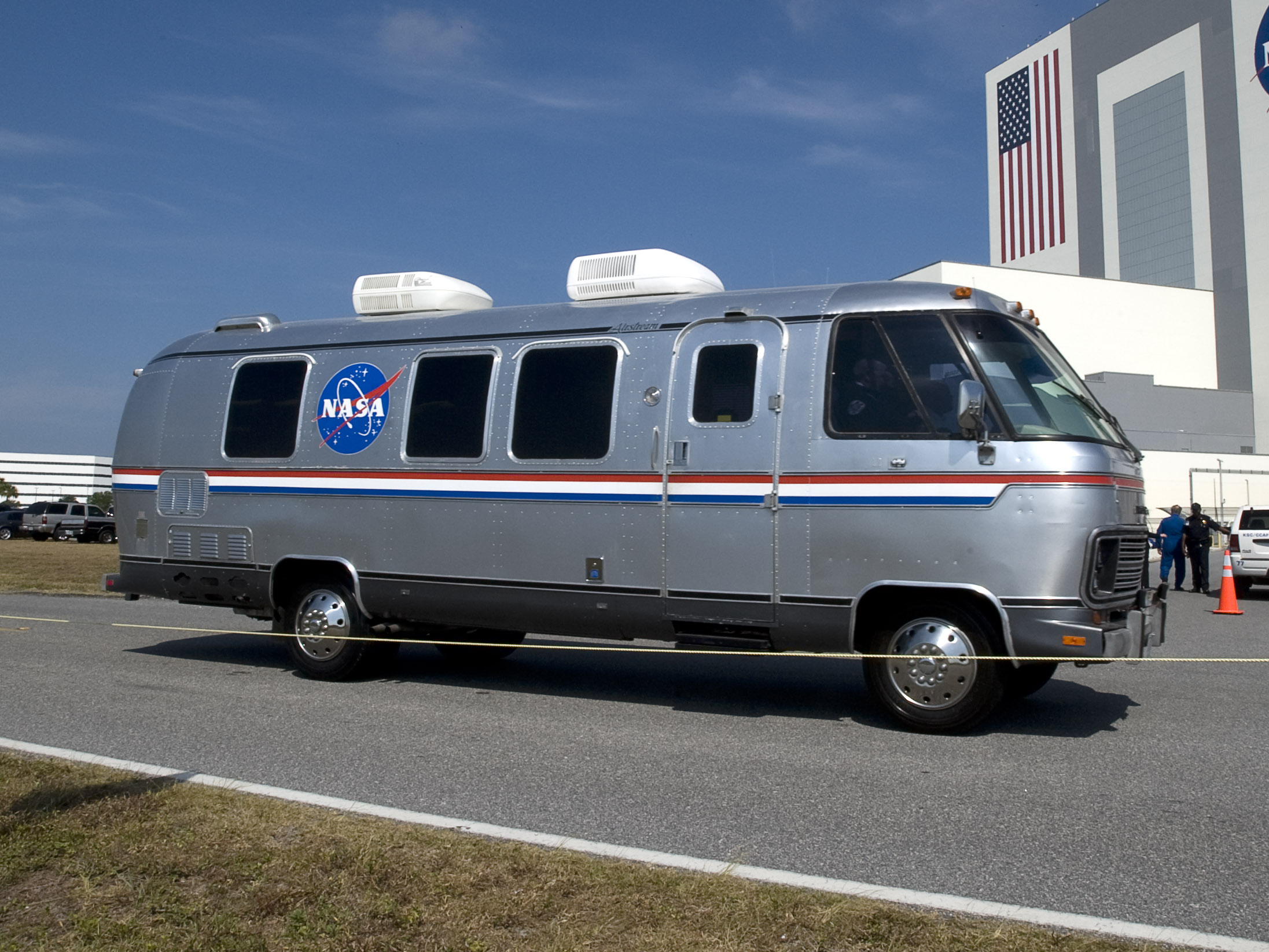

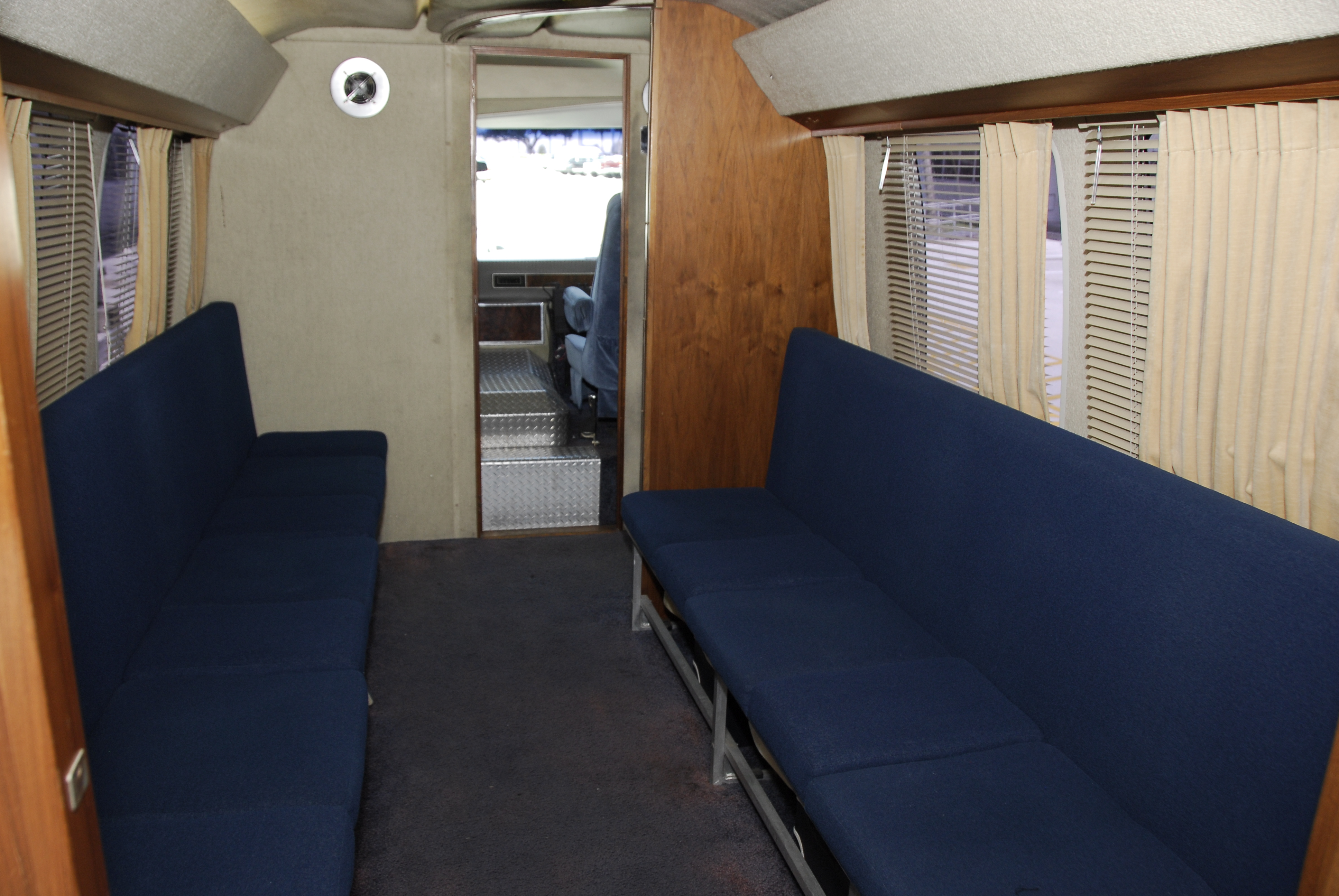
Intérieur de l'Astrovan.

L'Astrovan est un véhicule de la NASA utilisé pour transporter ses astronautes entre le terminal et le pas de tir avant et après chaque mission spatiale.
Le modèle actuel, un motorhome Airstream Excella modifié, est en service depuis 1984. L'ancien Astrovan qui fut utilisé auparavant, est exposé au Kennedy Space Center.
Selon Ronnie King, le conducteur habituel de l'Astrovan, les astronautes apprécient l'Astrovan malgré son côté vieillissant et se sont souvent opposés à son remplacement. Bien qu'il fût projeté de le remplacer, les astronautes étaient attachés à faire les 9 miles qui séparent le bâtiment du pas de tir à bord du même véhicule que leur prédécesseurs. Le voyage dure traditionnellement une vingtaine de minutes et subit au moins un arrêt.